# Goldkronach
Goldkronach è un comune tedesco di 3 673 abitanti, situato nel land della Baviera.